# Waldemar Maj (fizyk)
Waldemar Tadeusz Maj (ur. 18 lutego 1956 w Kazimierzy Wielkiej) – polski fizyk, menedżer, działacz opozycji demokratycznej w PRL, partner-założyciel Metropolitan Capital Solutions.

## Życiorys
Ukończył studia na Wydziale Fizyki Technicznej i Matematyki Stosowanej Politechniki Warszawskiej (1980). Uzyskał stopień doktora w Instytucie Fizyki PAN (1989) oraz MBA w Harvard Business School w USA (1996). W latach 1981–1991 pracował na stanowisku asystenta, a następnie adiunkta w Instytucie Fizyki PAN. W tym czasie wyjechał na stypendium postdoctoral fellow w Laboratorium Kamerlingh Onnes w Lejdzie w Holandii. Następnie pracował jako doradca ministra finansów oraz prezes Fundacji Rozwoju Systemu Finansowego (1991–1994). Po wyjeździe do Stanów Zjednoczonych pracował jako senior investment officer w Międzynarodowej Korporacji Finansowej (Grupa Banku Światowego) w Waszyngtonie (1996–2000). Następnie w Warszawie jako kolejno: senior associate w amerykańskiej firmie doradztwa strategicznego McKinsey & Company (2000–2002), członek zarządu, a następnie prezes DZ Bank Polska (2002–2005), wiceprezes zarządu Banku BGŻ odpowiedzialny za bankowość korporacyjną oraz skarbową (2005–2007) i wiceprezes zarządu ds. finansowych w PKN Orlen odpowiedzialny za pion finansowy i relacje inwestorskie (2007/2008). W 2009 roku został partnerem-założycielem Metropolitan Capital Solutions, firmy zajmującej się doradztwem strategicznym i transakcyjnym. Był również Przewodniczącym Rady Nadzorczej PZU i członkiem rad nadzorczych Giełdy Papierów Wartościowych w Warszawie, Ciech, Banku BGŻ, TMS Brokers i Stock Spirits Group w Luksemburgu. Jest członkiem Rady Ergis. W 2018 zasiadł w radzie Fundacji Instytut Bronisława Komorowskiego.

### Działalność opozycyjna w PRL
W latach 1976–1989 zaangażował się w ruch demokratyczny w Polsce. Pełnił funkcję rzecznika stołecznego Studenckiego Komitetu Solidarności. Był współzałożycielem Niezależnego Zrzeszenia Studentów w Warszawie. W stanie wojennym współpracował z Międzyzakładowym Robotniczym Komitetem „Solidarności”. W latach 1983–1989 był współzałożycielem i redaktorem pisma „ABC. Adriatyk, Bałtyk, Morze Czarne”, publikował w „Krytyce” oraz przetłumaczył książkę Sándora Kopácsiego „W imieniu klasy robotniczej”, wydanej w wydawnictwie „Przedświt”.
W latach 2009–2014 był jednym z inicjatorów i realizatorów pro publico bono budowy Memoriału Wolnego Słowa w Warszawie.
19 marca 2010 został odznaczony Krzyżem Oficerskim Orderu Odrodzenia Polski za „wybitne zasługi w działalności na rzecz przemian demokratycznych w Polsce, za osiągnięcia w podejmowanej z pożytkiem dla kraju pracy zawodowej i społecznej”.